# 20th Century Masters - The Millennium Collection: The Best of Rainbow
20th Century Masters: The Millennium Collection: The Best of Rainbow è una raccolta dei Rainbow, pubblicata nel 2000. L'album raccoglie il meglio della produzione del gruppo fino al 1983.

## Tracce
1. Man on the Silver Mountain – 4:42 (Ritchie Blackmore, Ronnie James Dio)
2. Catch the Rainbow – 6:27 (Ritchie Blackmore, Ronnie James Dio)
3. Stargazer – 8:26 (Ritchie Blackmore, Ronnie James Dio)
4. Mistreated (Live) – 13:03 (David Coverdale, Ritchie Blackmore)
5. Kill the King – 4:29 (Dio, Blackmore, Cozy Powell)
6. Rainbow Eyes – 7:11 (Dio, Blackmore)
7. Since You Been Gone – 3:25 (Russ Ballard)
8. I Surrender – 4:10 (Russ Ballard)
9. Stone Cold – 5:19 (Ritchie Blackmore, Joe Lynn Turner, Roger Glover)
10. Power – 4:27 (Ritchie Blackmore, Joe Lynn Turner, Roger Glover)
11. Street of Dreams – 4:28 (Ritchie Blackmore, Joe Lynn Turner)

## Formazioni
- Ritchie Blackmore - chitarra (tutte le tracce)
- Ronnie James Dio - voce (Tracce 1,2,3,4,5,6)
- Graham Bonnet - voce (Traccia 7)
- Joe Lynn Turner - voce (Tracce 8,9,10,11)
- Craig Gruber - basso (Tracce 1,2)
- Jimmy Bain - basso (Tracce 3,4)
- Bob Daisley - basso (Tracce 5,6)
- Roger Glover - basso (Tracce 7,8,9,10,11)
- Micky Lee Soule - tastiere (Tracce 1,2)
- Tony Carey - tastiere (Tracce 3,4)
- David Stone - tastiere (Tracce 5,6)
- Don Airey- tastiere (Tracce 7,8)
- David Rosenthal - tastiere (Tracce 9,10,11)
- Gary Driscoll - batteria (Tracce 1,2)
- Cozy Powell - batteria (Tracce 3,4,5,6,7)
- Bobby Rondinelli - batteria (Tracce 8,9,10)
- Chuck Burgi - batteria (Traccia 11)